# Pietro Vergani
Pietro Ludovico Vergani (Cinisello Balsamo, 14 ottobre 1907 – Cinisello Balsamo, 4 maggio 1970) è stato un politico, partigiano e sindacalista italiano.

## Biografia
Organizzatore sindacale e giovane militante comunista dal 1924, Vergani nel 1928 era entrato nel Partito Comunista d'Italia clandestino. Tre anni dopo dovette darsi alla latitanza per evitare l'arresto.
Espatriato clandestinamente, rappresentò a Colonia i compagni di Sesto San Giovanni al IV Congresso del Partito Comunista. Mandato a Mosca, vi frequentò l'«Università leninista» e tornò poi in Italia, con l'incarico di organizzare la lotta antifascista in Liguria.
Il 7 ottobre 1933, Vergani fu arrestato a La Spezia e deferito al Tribunale speciale. Condannato nel giugno del 1934 a sette anni e sei mesi di reclusione, uscì dal carcere il 7 aprile 1941. Alla caduta di Benito Mussolini, fu alla testa delle manifestazioni operaie di Sesto San Giovanni e di Cinisello e si impegnò di nuovo nell'organizzazione della lotta clandestina.
Individuato e arrestato, nell'ottobre, dalla polizia della Repubblica Sociale Italiana, riuscì a tornare in libertà nel gennaio del 1944. Ispettore delle Brigate Garibaldi che si andavano costituendo in Lombardia, nel giugno del 1944 divenne comandante (col nome di battaglia di "Fabio"), del Corpo volontari della libertà regionale, per essere poi nominato vicecomandante generale.
In tale veste, il 1º maggio 1945, Vergani prese in consegna dal partigiano Michele Moretti parte dei beni sequestrati a Benito Mussolini, Claretta Petacci e ai gerarchi al loro seguito al momento della cattura (cosiddetto "oro di Dongo"). Tali valori, secondo l'Ufficio Stralcio del Comando delle Brigate Garibaldi, sarebbero stati impiegati per far fronte ai bisogni delle stesse (mantenimento, smobilitazione, assistenza). Lo stesso Vergani confermò quanto sopra, precisando l'ammontare dei valori consegnati ai comandi garibaldini in lire 1.300.000, franchi svizzeri 75.000, pesetas 10.000, sterline 90, due orologi d'oro, una matita d'argento, una sveglia da viaggio oltre a indumenti che furono distribuiti agli indigenti.
Dopo la Liberazione, decorato al valor militare, Vergani fu vice segretario della Federazione milanese del PCI e rappresentante del suo partito nel CLN di Milano. Il 12 dicembre 1949, fu rinviato a giudizio nell'ambito di una vicenda collegata all'acquisizione dell'oro di Dongo, per aver organizzato l'uccisione del comandante partigiano Luigi Canali e, in qualità di mandante, degli omicidi della partigiana Giuseppina Tuissi e di Anna Maria Bianchi, amica e confidente di quest'ultima. L'accusa non è supportata dal ritrovamento dei cadaveri dei primi due né dall'eventuale arma del delitto e si basa su un movente costruito a tavolino. Fu prosciolto nel 1957, grazie al meccanismo della prescrizione.
Membro del Comitato centrale del PCI dal Congresso del 1949, Pietro Vergani divenne in quell'anno segretario della Federazione comunista di Pavia. Eletto senatore in quel Collegio nel 1958, III legislatura, nel 1963 fu confermato nell'incarico istituzionale, nella successiva IV. Nel 1968 fu eletto deputato alla Camera per il Partito comunista, nella V legislatura. Morì prematuramente durante l'incarico parlamentare, il suo posto a Montecitorio venne occupato da Marco Baccalini.